# Dry Tortugas

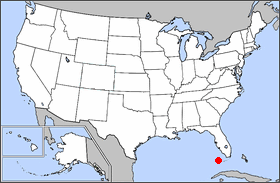
Localização das Dry Tortugas

As Dry Tortugas são um pequeno grupo de ilhas desabitadas, localizadas na ponta oeste do arquipélago de Florida Keys, no estado da Flórida, Estados Unidos. Situado ainda mais a oeste fica o Banco de Tortugas, um banco de areia e coral completamente submerso. As ilhas foram descobertas em 1513 pelo explorador espanhol Ponce de León. Fazem parte do Condado de Monroe e juntamente com as águas circundantes e bancos submersos constituem o Parque Nacional de Dry Tortugas.

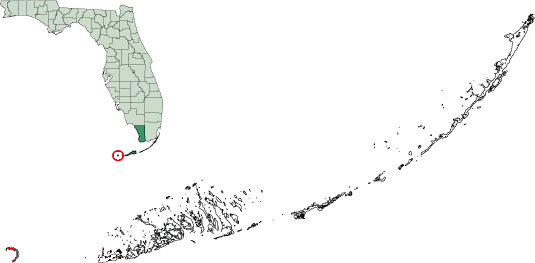
Mapa das Florida Keys realçando as Dry Tortugas